# Жан Марі де Латр де Тассіньї
Жан Жозеф Марі Габрієль де Латр де Тассіньї (фр. Jean Joseph Marie Gabriel de Lattre de Tassigny фр. вимова: [ʒɑ̃ də latʁ də tasiɲi]; 2 лютого 1889, Муйрон-ан-Паре — 11 січня 1952, Париж) — французький воєначальник часів Другої світової та Першої індокитайської війни, Маршал Франції (посмертно, 1952). Кавалер Великого Хреста ордену Почесного легіону (1945). Один з найавторитетніших маршалів Франції, що здобув славу національного героя.

## Біографія
Народився у дворянській родині. Батько Роже Жозеф де Латр де Тассіньї (фр. Roger Joseph de Lattre de Tassigny) протягом багатьох років був мером комуни Муйрон-ан-Паре (фр.). Мати - Анна Марія-Луїза Ено (фр. Anne Marie-Louise Hénault, 1862-1938).Навчався у колежі Св. Йосипа в Пуатьє та Парижі.Рік прослужив солдатом, а потім бригадиром 22-го драгунського полку. (У французькій кавалерії на той час звання «Brigadier» — «бригадді» приблизно відповідало чину «молодший унтер-офіцер» російської імператорської армії). Потім, у 1909 році, вступив до військової академії Сен-Сір, яку закінчив четвертим за успішністю.З 1911 року навчався у Кавалерійській школі (фр.) у Сомюрі. У 1912 році закінчив навчання і в званні молодшого лейтенанта випущений до армії та направлений до 12-го драгунського полку.

## Участь у Першій і Другій Світовій війні
Перша Світова Війна
11 серпня 1914 року поранений у коліно, а через місяць під час розвідувального завдання поранений піком у груди.
З 1915 року служив у піхоті. У складі 93-го піхотного полку взяв участь у боях за Верден, Шмен де Дам і знову був тяжко поранений тричі.
Першу світову війну закінчив у званні капітана, маючи офіцерський хрест ордена Почесного легіону та Військовий хрест із вісьма відзнаками.
Після війни служив у Бордо, а потім у 49-му піхотному полку в Байоні. У 1921 добровільно перевівся на службу в Марокко. У 1921-1926 роках - начальник штабу району Тази під час операції у Ріфі.Двічі поранений у ході цих операцій, отримав три відзнаки, і, як виняток, був підвищений у званні до шефа батальйону.1927 року вступив до Військової академії .З 1929 по 1931 рік служив у 5-му Піхотному полку в Колом'єрі . Потім призначений у 4-е бюро Генерального штабу армії, проведений у полковники, і служив у штабі генерала Максима Вейгана з 1932 до 1935 року.З 1935 - полковник.З 1935 по 1937 роки - командир 151-го Піхотного полку в Меці. У 1938 році протягом року проходив підготовку в Центрі вищої військової освіти. Після закінчення навчання призначений начальником штабу військового губернатора Страсбурга.
Друга Світова Війна
З 2 вересня 1939 - начальник штабу 5-ї армії. У січні 1940 року прийняв командування над 14-ю піхотною дивізією. У ході німецького наступу у травні 1940 року його підрозділи тричі відбивали атаки супротивника та захопили дві тисячі полонених. Після перемир'я призначений заступником командувача військ 13-го Військового округу в Клермон-Феррані. Повернувся до Франції в січні 1942 року і був призначений командиром 16-ї дивізії в Монпельє і здійснений генералами армійського корпусу. 11 листопада 1942 року, з приходом німецьких військ у південну зону Франції, наказав своїм військам залишити гарнізон і чинити опір. Був відданий і заарештований, інтернований у Тулузі, а потім переведений у Форт Монтлюк у Ліоні.
У січні 1943 року засуджений до десяти років тюремного ув'язнення та переведений до Рьома.
У ніч з 2 на 3 вересня 1943 року за сприяння французького Опору втік із ув'язнення. Покинув Францію і прибув до Лондона. Пізніше перебрався до Алжиру.
11 листопада 1943 року генералом Шарлем де Голлем було підвищено у званні до генерала армії.
Після італійської кампанії отримав наказ формувати Командування Б та Армію Б, у вересні 1944 року перетворені на 1-у французьку армію.
У червні 1944 року, після звільнення острова Ельби, війська Армії Б висадилися у Провансі і з 15 серпня діяли разом із союзниками. Після звільнення Тулона і Марселя почалися бої за визволення долини Рони, під час якого французькі війська брали участь у жорстких боях при Шалон-сюр-Сон, Бон та Отене.
24 вересня 1944 року в замку Бурнель – резиденції маркіза де Мустьє – генерал де Голль вручив де Тассіньї орден Визволення.
Війська 1-ї армії з боями дійшли до Рейну, досягнувши цієї річки першими з усіх союзних армій. Армія воювала у Австрії.
Від імені Франції 8 травня 1945 року підписав у Карлсхорсті Акт капітуляції Німеччини (як свідка).

## Родина
У 1927 році одружився з Симоною Кларі де Ламазьєрі (фр. Simone Calary de Lamazière).
Під час Індокитайської війни, 30 травня 1951 року, втратив свого єдиного сина Бернарда, який загинув у бою з солдатами В'єтміню.

## Смерть
Помер від раку 11 січня 1952 року на 62 році життя, через 4 дні після його смерті йому було посмертно присвоенно звання Маршал Франції.

## Нагороди
Кавалер Великого хреста ордену Почесного легіону
Компаньйон ордена Визволення (20 листопада 1944 року)
Військова медаль (Франція)
Військовий хрест 1914—1918 (3 пальмові гілки та 2 золоті, 2 срібні та 1 бронзова зірка)
Військовий хрест 1939-1945 (6 пальмових гілок)
Військовий хрест іноземних театрів військових дій (3 пальмові гілки)
Медаль за втечу з полону
Золота медаль фізичного виховання
Золота медаль охорони здоров'я
Військовий хрест (Велика Британія)
Великий хрест ордена Бані (Велика Британія)
Медаль «За визначні заслуги» (США)
Орден «Легіон пошани» (США)
Орден Суворова 1 ступеня (СРСР)
Кавалер Великого хреста ордена Леопольда I (Бельгія)
Військовий хрест 1 світовий (Бельгія)
Кавалер Великого хреста ордена Білого лева (Чехословаччина)
Військовий хрест (Чехословаччина, 1939)
Кавалер Великого хреста ордена Святого Олафа (Норвегія)
Кавалер Великого хреста Орденського ордена-Нассау (Нідерланди)
Командорський хрест ордену Virtuti Militari (Польща)
Кавалер Великого хреста ордену Данеброг (Данія)
Командор ордену «За заслуги» (Бразилія)
Орден «Хрест Грюнвальда» 1 ступеня (Польща)
Кавалер Великого хреста ордена Визволителя Сан-Мартіна (Аргентина)
Орден Військових заслуг (Куба)
Орден Військових заслуг (Мексика)
Кавалер Великого хреста ордена Військових заслуг (Чилі)
Кавалер Великого хреста Королівського ордена Камбоджі (Камбоджа)
Кавалер Великого Хреста Національного Ордену В'єтнаму
Кавалер Великого хреста ордена Мільйона Слонів (Лаос)
Кавалер Великого хреста ордена Білої парасольки (Лаос)
Кавалер Великого хреста ордена Алауїтського трону (Марокко)
Кавалер Великого хреста ордену Крові (Туніс)
Кавалер Великого хреста ордену Чорної зірки (Бенін)
Велика золота медаль SEP (1947)